# Colors of the Wind
Colors of the Wind ist ein Lied aus dem Jahre 1995. Es wurde von Alan Menken (Musik) und Stephen Schwartz (Text) für den Film Pocahontas geschrieben. Im Film versucht Pocahontas, John Smith davon zu überzeugen, dass die Schönheit der Natur erhaltenswert ist und nicht aus finanziellem Interesse zerstört werden sollte. Das Lied wird gesungen von Judy Kuhn, die die Gesangsstimme von Pocahontas war. In der deutschsprachigen Version heißt es Das Farbenspiel des Winds und wird gesungen von Alexandra Wilcke.
Colors of the Wind gewann den Oscar und den Golden Globe, beide in der Kategorie Bester Filmsong. Das Lied wurde auch mit dem Grammy in der Kategorie Bester Song geschrieben speziell für Film oder Fernsehen ausgezeichnet.

## Coverversionen
Im Abspann der Originalversion von Pocahontas wird eine Coverversion von Vanessa Williams gespielt. Diese Version wurde als Single veröffentlicht. Sie kam am 16. September 1995 in die britischen Charts und blieb dort für acht Wochen. Dabei wurde Platz 21 erreicht. In die US-amerikanischen Charts kam die Single am 24. Juni 1995 und blieb dort für 23 Wochen. Dabei wurde Platz 4 erreicht. Von Vanessa Williams gibt es auch eine spanische Version des Liedes mit dem Namen Colores en el viento.
Eine Coverversion von Jennifer Rush unter dem Titel Das Farbenspiel des Winds war im Abspann der deutschsprachigen Version des Films zu hören. Die Single dazu war ab dem 8. Januar 1996 sechs Wochen in den deutschen Charts und erreichte Platz 80. Ähnlich war es mit Native in Frankreich (Titel: L'air du vent), die ab dem 25. November 1995 für 15 Wochen in den französischen Charts waren und Platz 9 erreichten. Harajuku veröffentlichte 1995 eine Coverversion als Single. Lea Salonga nahm eine Coverversion auf ihr Album Songs from the Screen.
Im Rahmen verschiedener Disneyprojekte coverten unter anderem Vanessa Hudgens, Christy Carlson Romano, Pam Tillis, Suburban Legends, La Década Prodigiosa (Titel: Colores en el viento), Brian Wilson, Anaïs Delva (Titel: L'air du vent), Michael Crawford, Ashanti, J. C. Lodge, Tori Kelly und Alvin und die Chipmunks das Lied.